# Fairmont (Carolina do Norte)
Fairmont é uma cidade  localizada no estado norte-americano de Carolina do Norte, no Condado de Robeson.

## Demografia
Segundo o censo norte-americano de 2000, a sua população era de 2604 habitantes.
Em 2006, foi estimada uma população de 2735, um aumento de 131 (5.0%).

## Geografia
De acordo com o United States Census Bureau tem uma área de
5,8 km², dos quais 5,8 km² cobertos por terra e 0,0 km² cobertos por água. Fairmont localiza-se a aproximadamente 41 m acima do nível do mar.

## Localidades na vizinhança
O diagrama seguinte representa as localidades num raio de 16 km ao redor de Fairmont.